# دوراسيل
دوراسيل هي شركة أمريكية تنتج البطاريات، وهي فرع من شركة بروكتر وغامبل.

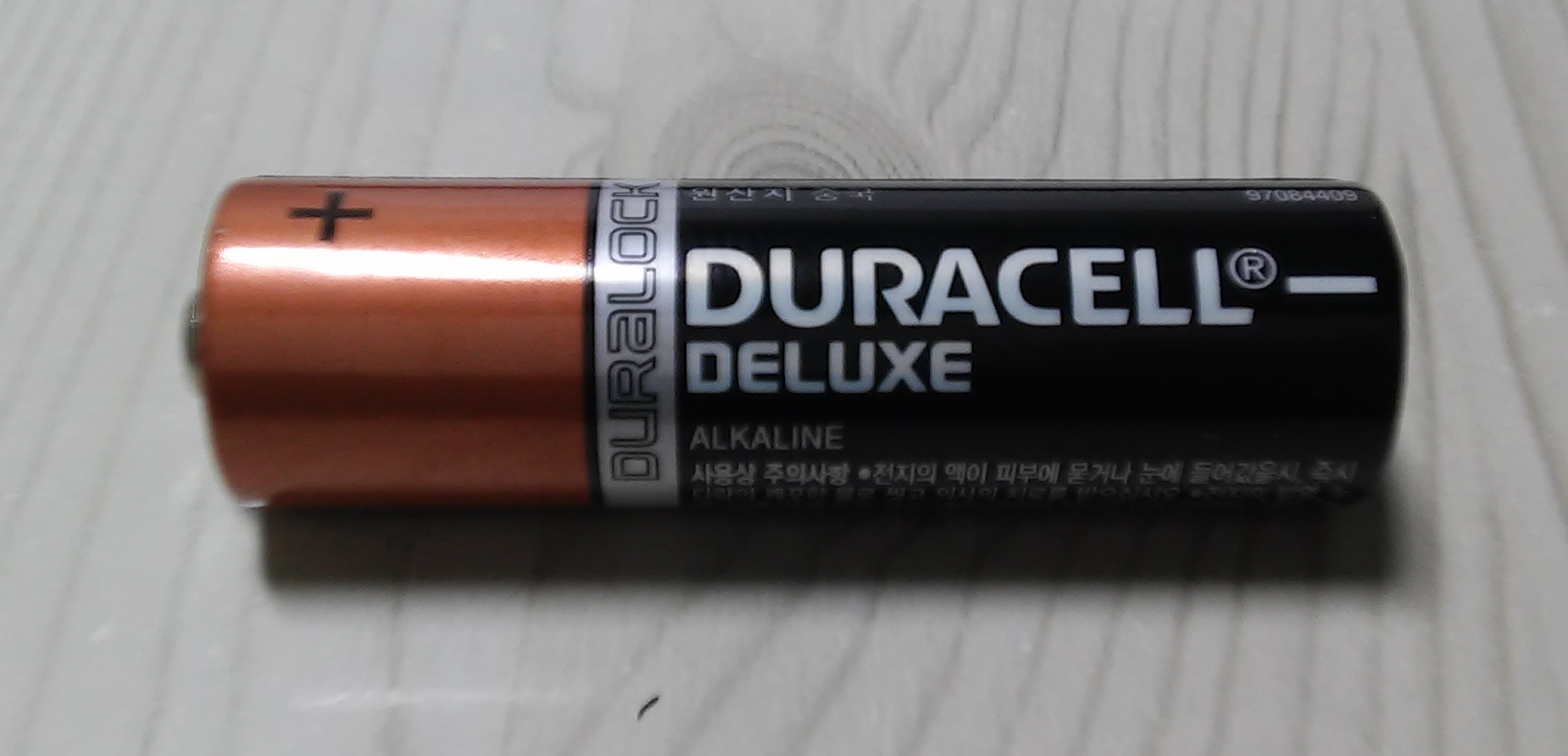
بطارية دوراسيل

## تاريخ
بدأت قصة ديوراسيل في بدايات عام 1920 مع عالم مبدع يدعى صأمويل روبين ومصنّع متلهف لسلك التنجستن يدعي فيليب روجرز مالوري.
جاء روبين إلى شركة بي. آر. مالوري طالباً قطعة من المعدات احتاجها لإحدى تجاربه. ولكن روبين ومالوري وجدا فرصة مهمة: اتحاد كلا من عبقرية المبدع وإمكانيات المصنع. وكانت شراكتهما والتي استمرت إلى يوم وفاة مالوري عام 1975 هي أساس نشأة شركة ديوراسيل العالمية.

## الخلايا الزئبقية
أحدثت اختراعات صأمويل روبين من الخلايا الزئبقية ثورة في تقنية البطاريات. وأثناء الحرب العالمية الثانية على سبيل المثال، اخترع روبين الخلية الزئبقية والتي أعطت مقدرة أكبر في مساحة أقل وقادرة على تحمل بقدر كافٍ الأحوال المناخية القاسية في مسارح العمليات الحربية مثل شمال أفريقيا وجنوب المحيط الهادي - أماكن حيث لا تصمد البطاريات الكربونية الزنكية العادية المستخدمة في الإضاءة ومستكشفي المناجم وأجهزة التحدث اللاسلكي. فقام بي. آر. مالوري بتصنيع ملايين الخلايا الزئبقية لتستخدم في الحرب. وتم تكوين شركة مالوري للبطاريات بعد ذلك بفترة قصيرة.

### بطاريات المنجنيز القلوية
عام 1950 استمر صأمويل روبين في تحسين بطاريات المنجنيز القلوية عن طريق جعلها أصغر حجماً وأكثر تحملاً وأكثر استمرارية من أي شيء سابق. وتقريباً وفي نفس الوقت قام ايستمان كوداك بتقديم كاميرات ذات وحدة فلاش تتطلب طاقة أكثر مما يمكن أن تقدمه خلايا الكربون الزنكية. فاحتاجت الكاميرات خلايا منجنيز قلوية ولكن بحجم جديد برمز AAA. فقام مالوري بتصنيعهم ومنح ترخيص التقنية لآخرين لأن الشركة في هذا الوقت لم يكن لديها توزيع للمستهلك.
إن الطلب الفوتوغرافي للطاقة وضع الخلايا القلوية على الخريطة وتم تقديم ماركة ديوراسيل عام 1964. وسرعان ما انطلق السوق الاستهلاكي لبطاريات ديوراسيل وكان من الضروري تقسيم الموارد إلى حصص خلال السبعينيات حيث تواكبت القدرة التصنيعية مع ذلك بالتدريج.
اليوم تعد ديوراسيل المنتج الرئيسي العالمي للبطاريات القلوية ذات الأداء العالي. وما زال التقليد الإبداعي الذي بدأه روبين ومالوري واضحاً في بطاريات ديوراسيل الجديدة مثل DURACELL PLUS, POWER PIX. وتؤمن ديوراسيل أنه ليس هناك حدود لإمكانيات الطاقة المحمولة - وكشركة سنعمل دوماً على إيجاد وسائل إبداعية وفعالة لتزويدك بالطاقة في حياتك المستقبلية.